# Chāy Qeshlāqī
Chāy Qeshlāqī (persiska: چای قِشلاق, چای قشلاقی, Chāy Qeshlāq) är en ort i Iran.   Den ligger i provinsen Zanjan, i den nordvästra delen av landet, 400 km väster om huvudstaden Teheran. Chāy Qeshlāqī ligger 2 022 meter över havet och antalet invånare är 133.
Terrängen runt Chāy Qeshlāqī är huvudsakligen lite bergig. Chāy Qeshlāqī ligger nere i en dal. Runt Chāy Qeshlāqī är det ganska glesbefolkat, med 47 invånare per kvadratkilometer. Närmaste större samhälle är Davah Tāqī, 15,9 km norr om Chāy Qeshlāqī. Trakten runt Chāy Qeshlāqī består i huvudsak av gräsmarker.